# Emblème de la Macédoine du Nord
L'emblème de la Macédoine du Nord est approuvé le 27 juillet 1946 par l'Assemblée de la république populaire de Macédoine et modifié en novembre 2009.
Il est fortement inspiré de celui de l'ancienne URSS et des autres États communistes du bloc de l'Est. Avant l'indépendance du pays en 1991, on émit d'ailleurs le projet de reprendre un blason historique, comme l'ont fait d'autres pays comme la Hongrie, la Bulgarie ou la Russie. Cela ne donna pas suite, notamment parce que ces armes étaient déjà utilisées en Macédoine par certains partis politiques.

## Emblème officiel
Cet emblème représente le soleil et ses rayons se levant sur le pays et symbolisant la liberté qui s'étend sur la Macédoine. Les figures centrales suggèrent la montagne Šar avec le pic Ljuboten ou le mont Korab. À l'origine, en 1946, la montagne représentée était celle du Pirin, en actuelle Bulgarie. En dessous, les ondulations évoquent la rivière Vardar avec le lac d'Okhrid. Ils sont entourés par deux épis de blé (dans la partie supérieure) et d'un coquelicot (dans la partie inférieure), qui suggèrent la flore et l'agriculture. 
On note également des boutons de pavot. Le pavot fut introduit en Macédoine du Nord sous l'empire ottoman dans la première partie du XIXe siècle. À la base on peut voir une broderie traditionnelle qui est utilisée comme l'ornement officiel de la Macédoine. Au sommet figure une étoile rouge, qui symbolise le communisme.
Ces armoiries sont souvent jugées comme trop évocatrices du passé communiste du pays par les Macédoniens. De plus, le seul autre pays d'Europe à avoir conservé ses armes d'avant 1991 est la Biélorussie, considéré aujourd'hui encore comme une dictature. Cependant, bien que le changement d'armes soit toujours à l'ordre du jour, les autorités macédoniennes n'arrivent pas à trouver un symbole qui plairait à l'ensemble de la population.
Le 16 novembre 2009, l'étoile rouge fut enlevée des armoiries, rompant ainsi avec le passé communiste du pays.

Emblème de la république populaire de Macédoine (1944-1946)
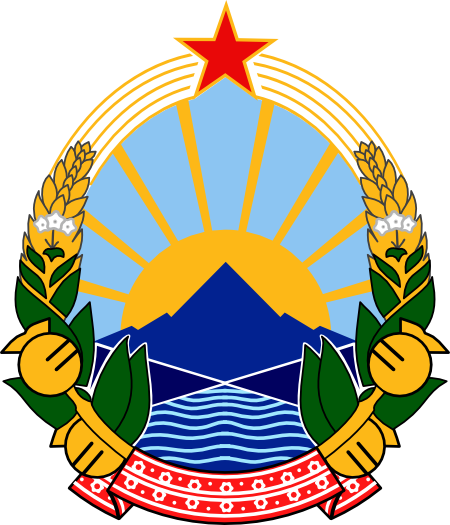
Emblème de la république socialiste de Macédoine (1946-1991)
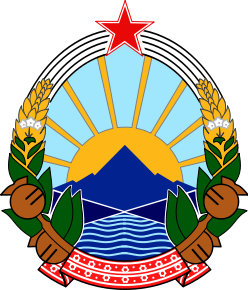
Emblème de la république de Macédoine (1991-2009)

## Armoiries historiques
Les armes historiques de Macédoine se blasonnent ainsi :
De gueules, à un lion d'or couronné de même.
Ce blason apparaît pour la première fois en 1595 dans l'armorial Korénitch-Néoritch, qui recense les armes de onze autres pays d'Europe centrale, comme la Bulgarie. Il est surmonté d'une couronne. En 1605, un nouvel armorial est publié en Hongrie, le même blason est représenté posé sur un aigle à une tête. La légende indique ce blason comme appartenant à la famille Macédoniani, dont un membre, Ladislav, fut notamment évêque de Varaždin (Croatie) en 1533.
Au cours des siècles suivants, ce blason est couramment présent dans les armoriaux balkaniques et toujours assimilé à la Macédoine, et non plus à une famille. Il accompagne en général les armes des rois de Serbie médiévaux ou les armes des autres régions balkaniques.
L'Organisation révolutionnaire intérieure macédonienne, qui lutte à partir de la fin du XIXe siècle pour l'indépendance de la Macédoine, alors incluse dans l'Empire ottoman, se sert souvent du blason historique comme emblème.

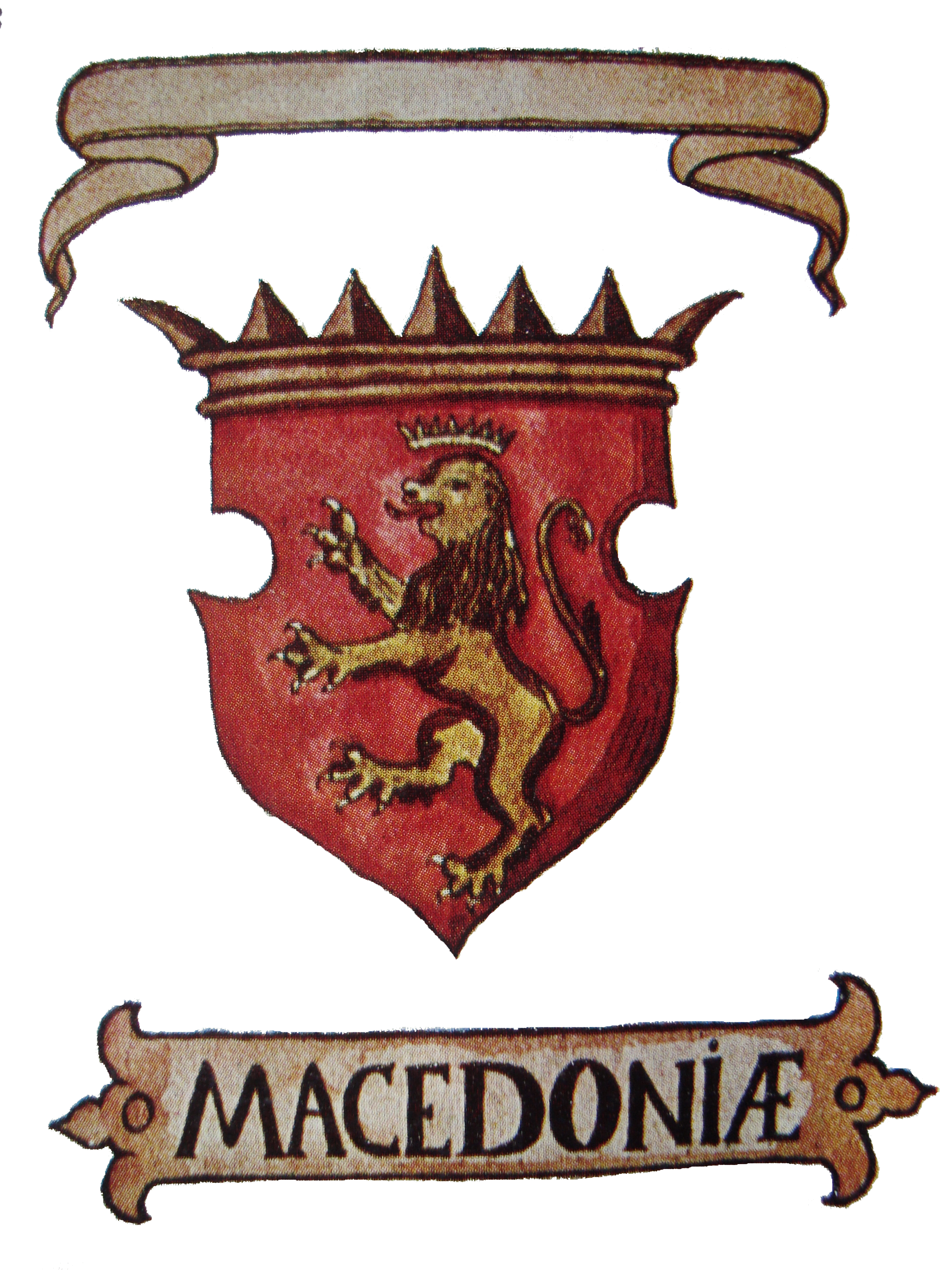
Symbole du lion dans les armoiries de Fojnicki (1340)
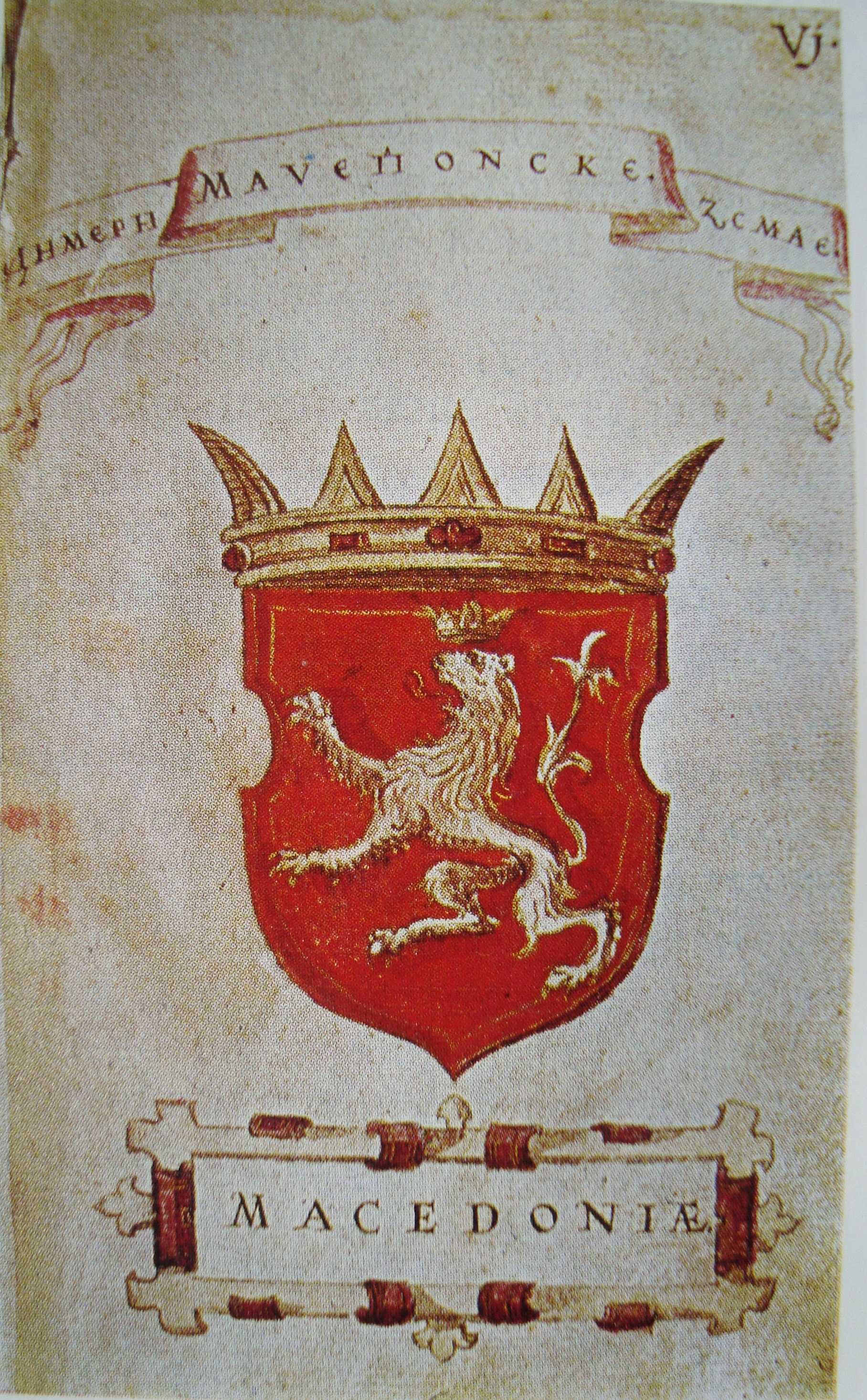
Symbole du lion dans les armoiries de Korenić-Neorić (1595)
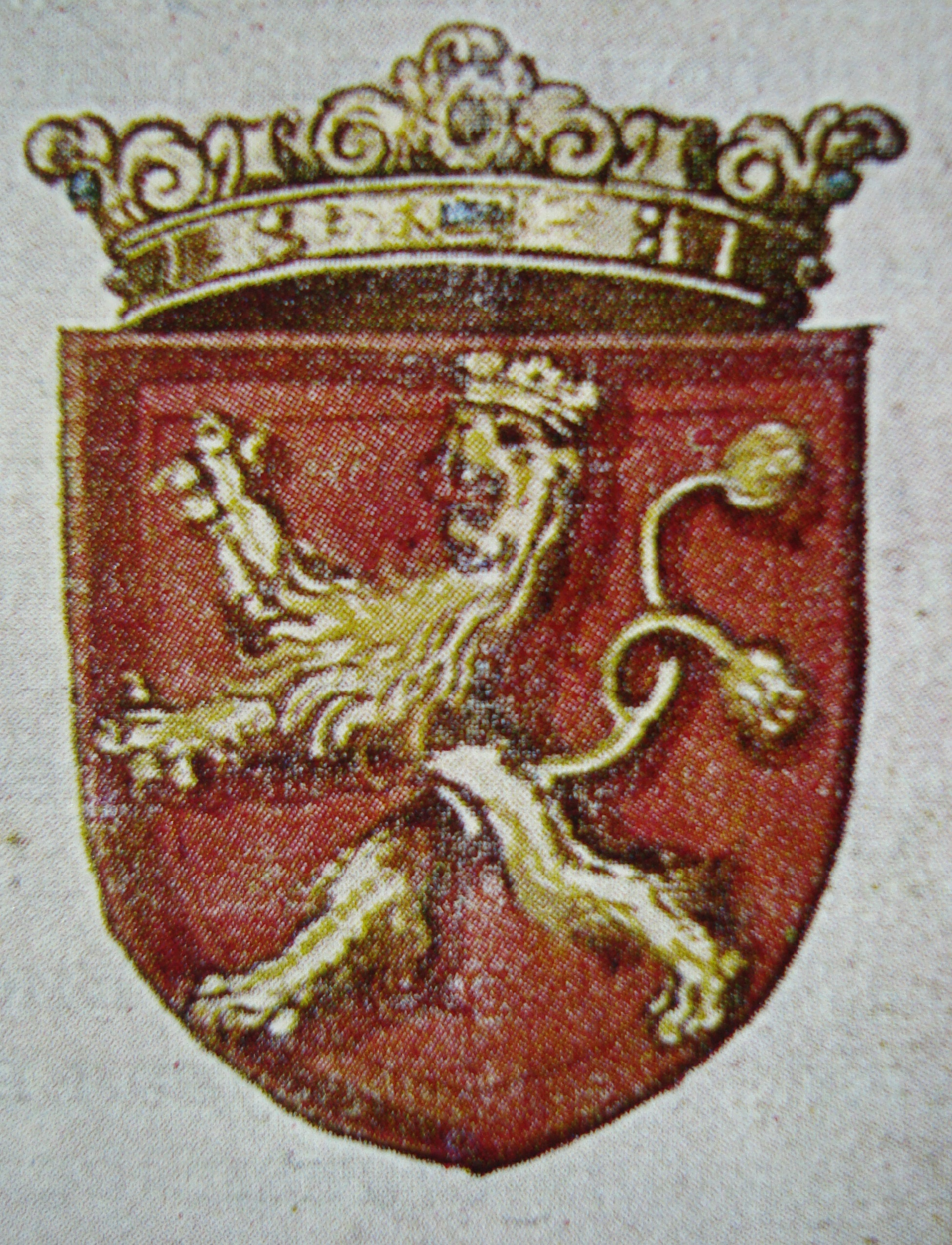
Symbole du lion dans les armoiries de Altanoviot (1614)
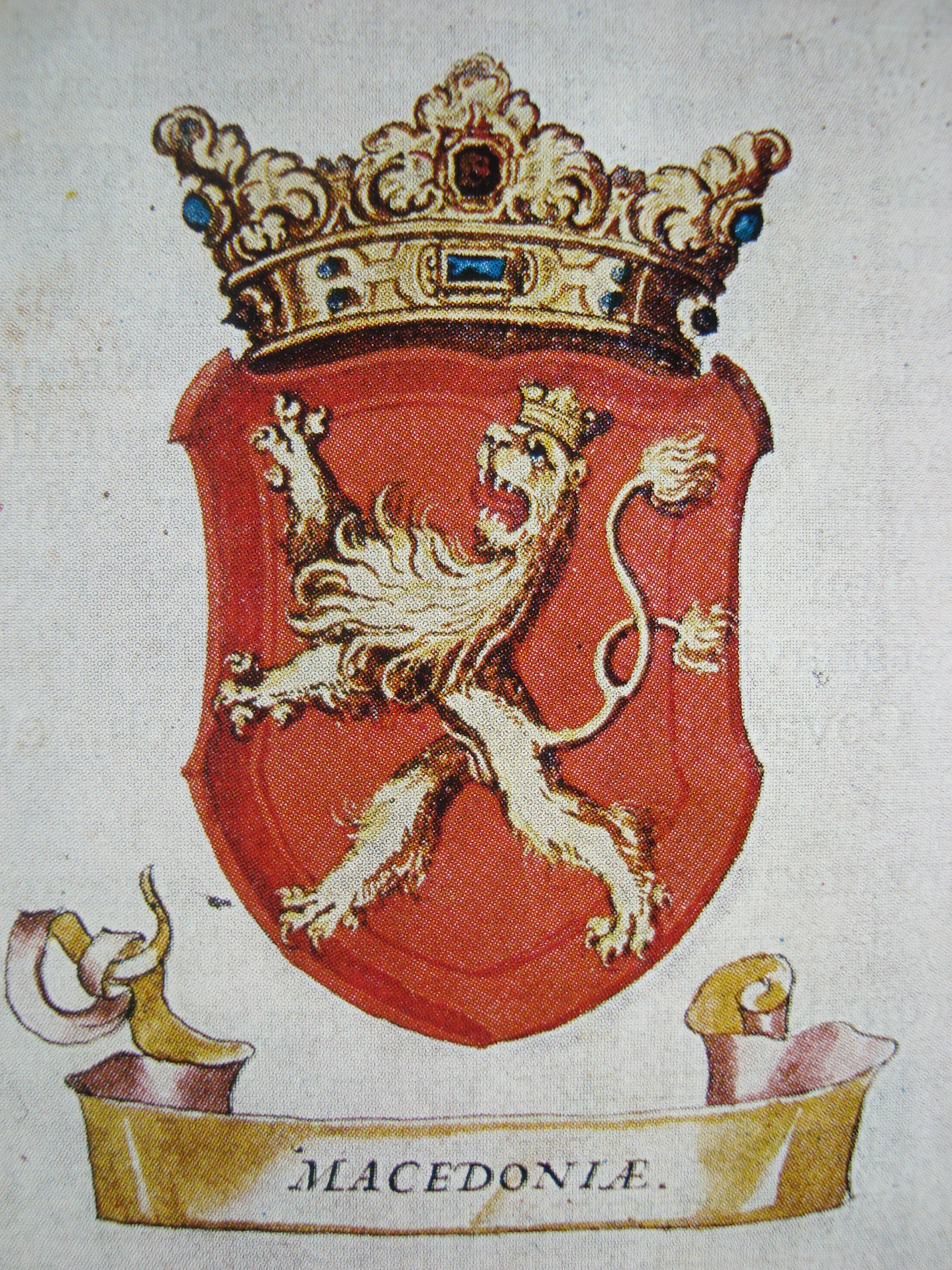
Symbole du lion de Grbovnikot (1620 ; musée d'art contemporain de Belgrade)
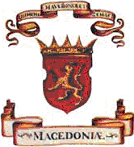
Armoiries au XVIIe siècle
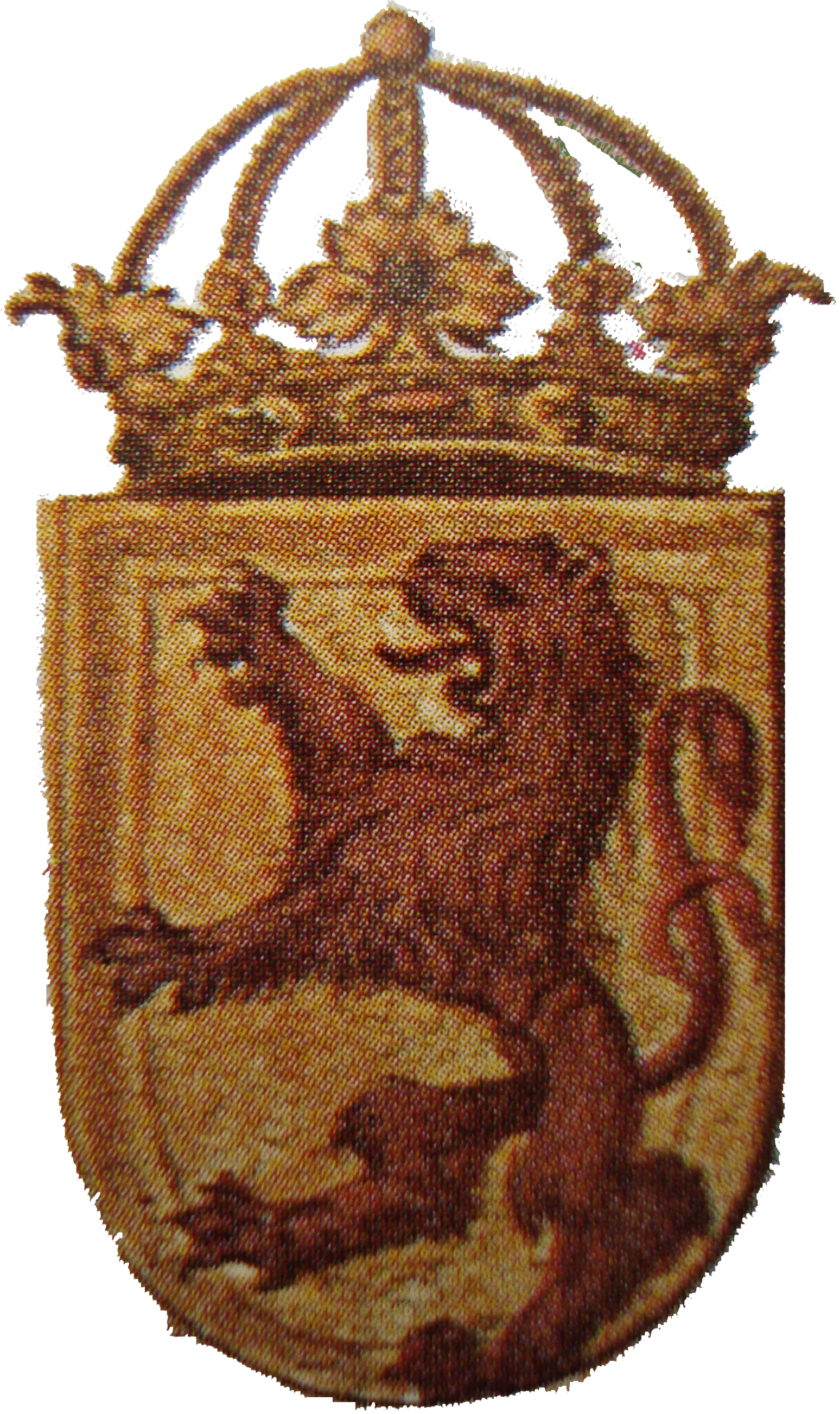
Armoiries réalisées par Pavao Ritter Vitezović (1694)

## Projet de nouvelles armoiries
Après l'indépendance et la nouvelle Constitution de 1991, la question d'adopter de nouveaux symboles nationaux s'est posée pour la Macédoine du Nord. L'hymne national de l'ancienne république socialiste nommée Denes Nad Makedonija, est resté le même et un nouveau drapeau a été créée reprenant un soleil jaune, celui de Vergina, sur un fond rouge. À la suite du différend avec la Grèce concernant ses symboles, ce drapeau a été remplacé en 1995 avec une version différente du soleil.
Le problème s'est surtout posé pour trouver de nouvelles armoiries au pays. Un comité et un appel au public fut réalisé afin de concevoir un nouvel emblème. La plupart des propositions reçues représentaient les armoiries historiques avec un lion d'or couronné sur un fond rouge. Ce symbole fortement plébiscité est principalement due aux recherches et travaux de l'académicien macédonien Aleksandar Matkovski  publiées dans un livre. Elles auront permis de montrer que ces armoiries sont originaires de celles de Korenich-Neorich en 1595.

Proposition plébiscitée en 1992
Logo du Parti politique VMRO-DPMNE
Proposition de 2014[3]

La proposition acceptée fut celle de Miroslav Grcev, un architecte, reprenant cette base historique. Néanmoins, celle-ci fut non reconnue et n'a pas été proposée à l'Assemblée. Elle a été à nouveau proposée à plusieurs reprises mais sans résultat. Il n'est jamais officialisé car il est utilisé comme logo par des partis politiques comme le VMRO-DPMNE (à tendance nationaliste), mais aussi parce que la forte minorité albanaise ne se sent pas représentée par ce symbole et parce qu'il ressemble trop aux armoiries de la Bulgarie et l'opinion publique macédonienne garde encore un souvenir douloureux de l'occupation bulgare lors des deux guerres mondiales.
Une autre proposition inspirée des armoiries de la Slovénie, a été depuis suggérée en supprimant les ornement des actuelles armoiries et en utilisant la forme de l'écu. 

Proposition no 1
Proposition no 2

## Armoiries présidentielles
Les armoiries du président de la République ont été adoptées le 2 décembre 2009. Leur création a été décidée par le président Gjorge Ivanov. La Société héraldique macédonienne, chargée de dessiner le sceau, s'est inspirée du drapeau du pays, inscrit dans un écu posé sur deux branches de chêne.

Armoiries du président de la République